# Przejście graniczne Wiechowice-Vávrovice
Przejście graniczne Wiechowice-Vávrovice – polsko-czeskie przejście graniczne małego ruchu granicznego położone w województwie opolskim, w powiecie głubczyckim, w gminie Branice, w miejscowości Wiechowice, zlikwidowane w 2007.

## Opis
Przejście graniczne Wiechowice-Vávrovice zostało utworzone 19 lutego 1996. Czynne było codziennie w godz. 6.00–22.00. Dopuszczony był ruch pieszych, rowerzystów, motorowerami o pojemności skokowej silnika do 50 cm³ i transportem rolniczym. Odprawę graniczną i celną wykonywały organy Straży Granicznej. Doraźnie kontrolę graniczną i celną osób towarów oraz środków transportu wykonywała  kolejno: Strażnica SG w Pilszczu, Placówka SG w Kietrzu.
Do przejścia można było dojechać drogą wojewódzką nr 420, w miejscowości Pilszcz zjazd na Uciechowice, Wiechowice i dalej do granicy państwa z Republiką Czeską.
21 grudnia 2007 na mocy układu z Schengen przejście graniczne zostało zlikwidowane.

### Przejście graniczne z Czechosłowacją
W okresie istnienia Czechosłowackiej Republiki Socjalistycznej funkcjonowało w tym miejscu polsko-czechosłowackie przejście graniczne małego ruchu granicznego Wiechowice-Vávrovice – III kategorii. Zostało utworzone 13 kwietnia 1960. Dopuszczony był ruch osób i środków transportu na podstawie przepustek w związku z przewozem buraków cukrowych w celu ich przerobu, a także w związku z przewozem wytworzonych z nich produktów. Otwierane było po wzajemnym uzgodnieniu umawiających się stron. Odprawę graniczną i celną wykonywały organy Wojsk Ochrony Pogranicza. Osoby przekraczające granicę w tym przejściu mogły przenosić lub przewozić tylko te przedmioty, które zgodnie z Konwencją lub przepisami wydanymi na jej podstawie nie wymagały zezwolenia na wywóz lub przywóz oraz zwolnione były od cła i innych opłat. Kontrolę graniczną i celną osób towarów oraz środków transportu wykonywała Strażnica WOP Pilszcz.
Formalnie zlikwidowane 24 maja 1985.

## Galeria

Przejście graniczne Wiechowice-Vávrovice
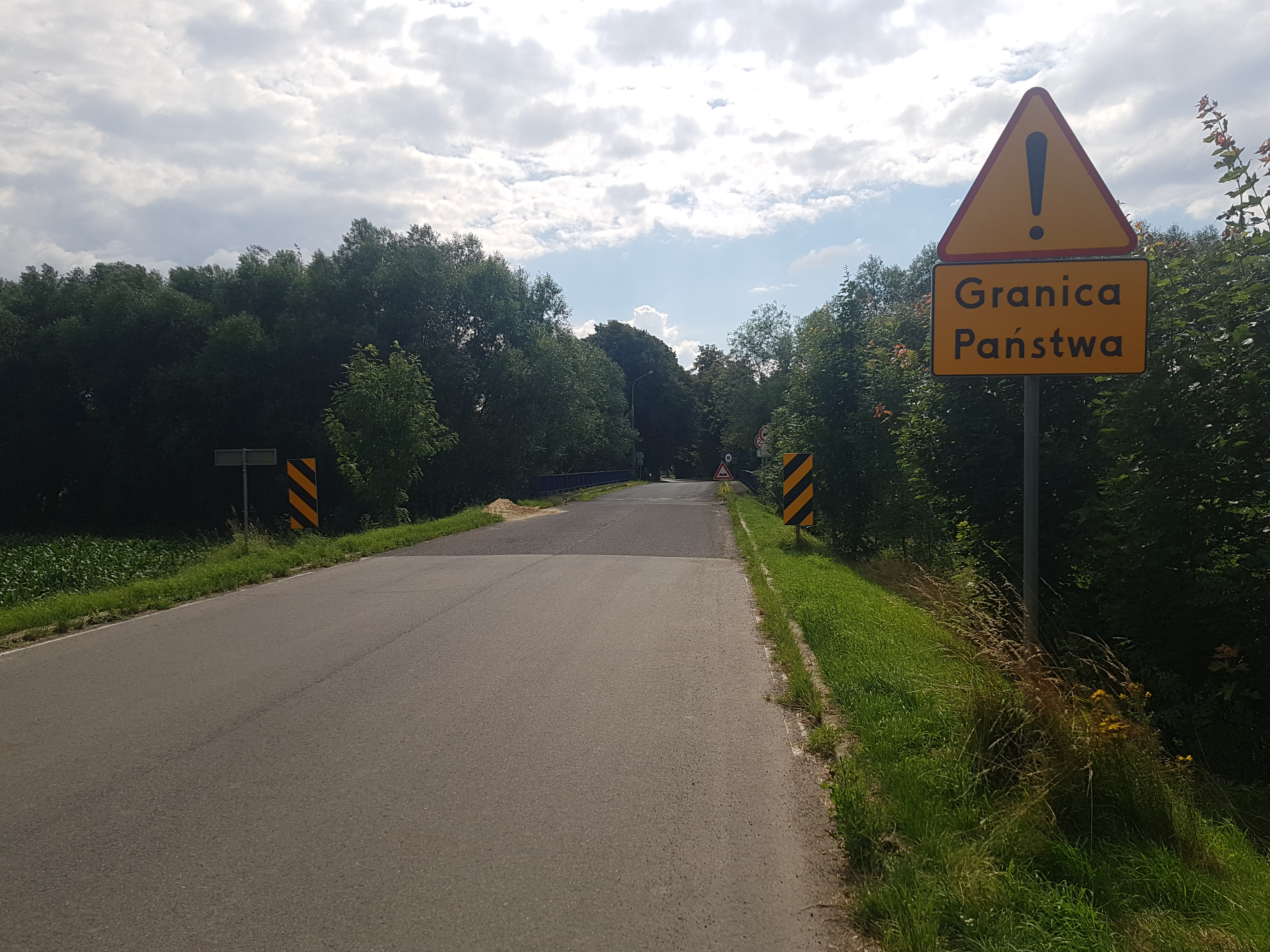
Widok od strony polskiej (lipiec 2020)
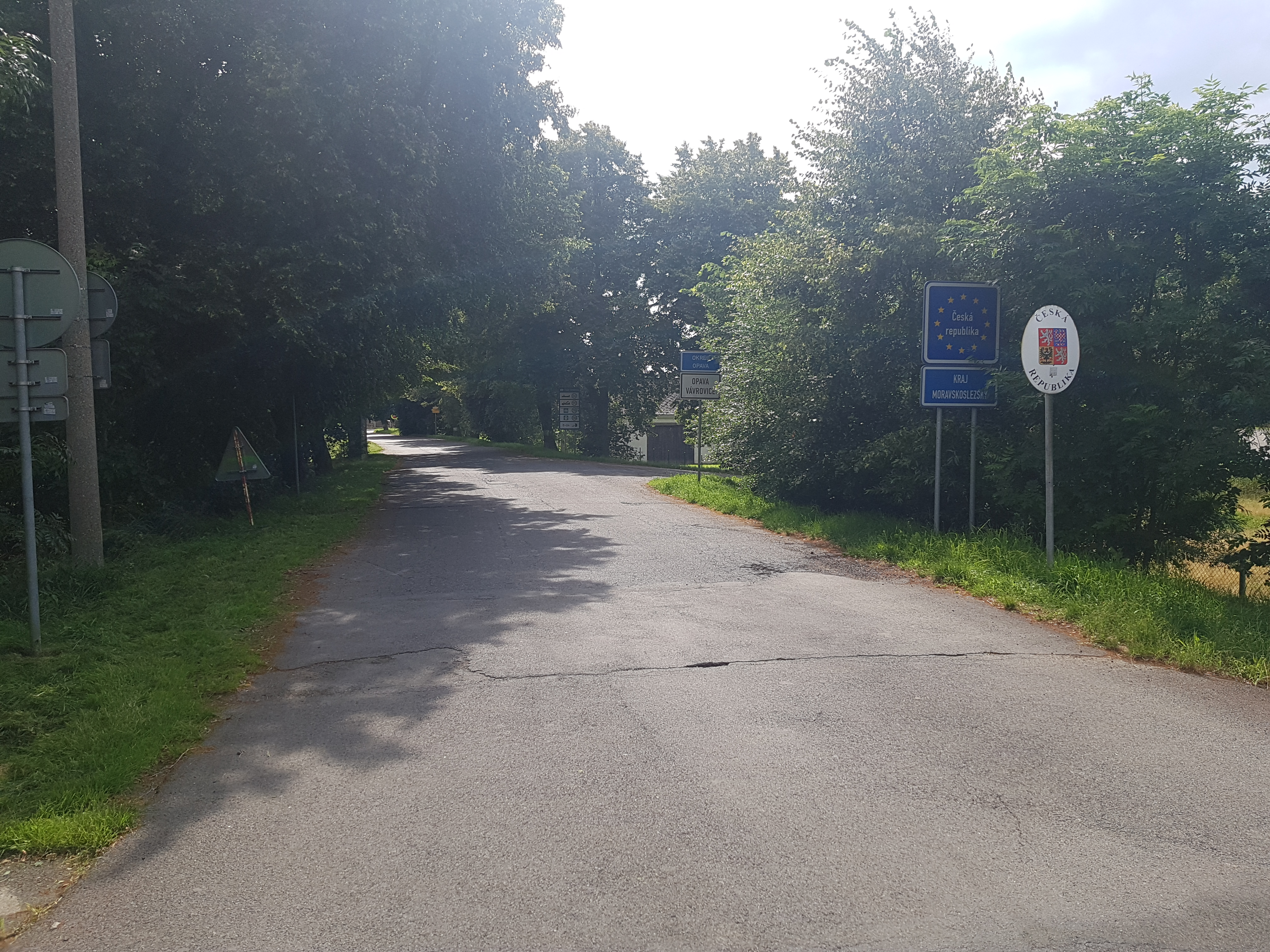
Widok od strony polskiej (lipiec 2020)